# رمز (آلمان)
رمز (به آلمانی: Remse) یک شهر در آلمان است که در Zwickau (district) واقع شده‌است. رمز ۱٬۹۴۲ نفر جمعیت دارد.